# Gestatten, Bestatter – Der Insolvenzverwalter Fritz Westhelle
Gestatten, Bestatter – Der Insolvenzverwalter Fritz Westhelle ist ein deutscher Dokumentarfilm aus dem Jahr 2005 über die Arbeit des Insolvenzverwalters Dr. Fritz Westhelle und die Insolvenz des Autohaus Rößlers in Nordhessen (u. a. Kassel, Homberg (Efze), Schwalmstadt). Er entstand unter der Regie von Klaus Stern.

## Handlung
In der Dokumentation begleitet Klaus Stern den Insolvenzverwalter Dr. Fritz Westhelle bei der Insolvenz des Autohaus Rößlers, welches vor der Insolvenz 223 Mitarbeiter in 7 Filialen in Nordhessen beschäftigte. Letztendlich gelang es nicht, einen Investor für das angeschlagene Autohaus zu finden, weshalb 139 Mitarbeiter entlassen und 3 Filialen geschlossen werden mussten.
Immer wieder werden auch kritische Fragen über eine Insolvenz und Insolvenzverwalter gestellt, welche meistens von den zuständigen Insolvenzverwaltern im Interview beantwortet werden. Für das Unternehmen des Insolvenzverwalters Fritz Westhelle war die Abwicklung der Insolvenz übrigens ein Erfolg, da vier der sieben Filialen erhalten werden und die Hälfte der Mitarbeiter ihren Job behalten konnten.

## Erzählform
Der Film wird vollständig im O-Ton erzählt. Kommentare aus dem Off gibt es nicht. Nur gelegentlich wird unterstützend etwas Hintergrundmusik verwendet.